# Luis Hernández Calderón
Luis Hernández Calderón (nacido el 28 de julio de 1929 en Siete Iglesias de Trabancos, Valladolid, España y fallecido en Madrid el 22 de enero de 2021) fue un fotoperiodista activo entre las décadas de los 50 y los 80. A lo largo de su carrera profesional como periodista gráfico obtuvo, entre otras distinciones, dos premios nacionales de fotografía en los años 1966 y 1970.

## Trayectoria profesional
Periodista de profesión, cursó estudios en la Escuela Oficial de Periodismo de Madrid, en los años 50. En los 80 obtuvo, por convalidación, la licenciatura en Periodismo por la Facultad de Ciencias de la Información de la Universidad Complutense de Madrid. 
Prácticamente desde sus comienzos profesionales se especializó en fotografía, trabajando, entre otras, para las revistas Juventud, Gaceta Ilustrada y Tele Radio -perteneciente ésta a Televisión Española-, así como para distintas agencias de prensa y publicaciones españolas y extranjeras.  

## Premios y reconocimientos
- Gran Premio en Certamen Internacional de Fotografías de Prensa (1965)
- Premio Nacional de Periodismo Gráfico (Premio al mejor reportaje, 1966) por el reportaje publicado en Gaceta Ilustrada con el título "Por primera vez: Los starfighters españoles fotografiados en el aire".[1]
- Premio Nacional de Periodismo Gráfico (Premio a la mejor fotografía, 1970) por la fotografía publicada en Gaceta Ilustrada sobre un accidente automovilístico en el Circuito del Jarama.[2]